# Bradoriida
Bradoriida is een onderklasse van kreeftachtigen binnen de stam van de Arthropoda (geleedpotigen).

## Taxonomie

### Families
- Bradoriidae Mathew, 1902 †
- Comptalutidae Öpik, 1968 †
- Hipponicharionidae Sylvester Bradley, 1961 †
- Svealutidae Öpik, 1968 †

### Geslacht
- Albrunnicola Martinsson, 1979 †